# Rhizotrogus sassariensis
Rhizotrogus sassariensis är en skalbaggsart som beskrevs av Jean Pierre Omer Anne Édouard Perris 1870. Rhizotrogus sassariensis ingår i släktet Rhizotrogus och familjen Melolonthidae. Inga underarter finns listade i Catalogue of Life.